# ツール・ド・北海道
ツール・ド・北海道（ツール・ド・ほっかいどう、Tour de Hokkaido）は、毎年9月に北海道で行われる自転車ロードレース大会である。公益財団法人ツール・ド・北海道協会が主催する。

## 概要
ツール・ド・フランスにならい北海道を一周するステージレースを目標とする。1987年から毎年開催され、1997年からは「ツール・ド・北海道国際大会」となった。グレードはUCIアジアツアー2.2。かつては日本最大のステージレースであったが、近年は規模を縮小する傾向にあり、2023年現在はツアー・オブ・ジャパン、ツール・ド・熊野に次ぐ規模となっている。
コースは毎年変更される。以前は北海道内を「道北」「道南」「道東」の3地区に分け、年ごとに順に開催される形だったが、2023年現在は複数地区を跨ぐようなコース設定も行われている。
2018年は直前に発生した北海道胆振東部地震で、2020年と2021年は新型コロナウイルス感染拡大で、2023年は初日のレース中に起きた一般車両と選手の交通事故（後述）で、
2024年と2025年は、安全対策が講じることができないとして、それぞれ開催が中止された。

## 主催・運営
- 主催：ツール・ド・北海道協会、日本自転車競技連盟
- 大会運営：ツール・ド・北海道国際大会実行委員会
- 後援：国土交通省、スポーツ庁、経済産業省、北海道、北海道市長会、北海道町村会、日本スポーツ協会（旧日本体育協会）、日本オリンピック委員会、NHK札幌放送局、HTB、JKA、日本自転車普及協会、自転車協会、北海道経済連合会、北海道商工会議所連合会、北海道観光連盟、北海道建設業協会、北海道舗装事業協会、北海道バス協会、北海道トラック協会[2]
- 特別協力：北海道新聞社

## 歴代タイトル獲得者
| 回 | 年   | 団体総合時間賞                                     | 個人総合時間賞                                     | 個人総合ポイント賞                                 | 個人総合山岳賞                                     |
| -- | ---- | -------------------------------------------------- | -------------------------------------------------- | -------------------------------------------------- | -------------------------------------------------- |
| 1  | 1987 | ブリヂストン                                       | 高橋松吉                                           | 鈴木光広                                           | 三谷寛志                                           |
| 2  | 1988 | シマノ                                             | 橋詰一也                                           | 橋詰一也                                           | 高橋松吉                                           |
| 3  | 1989 | ボスコ                                             | 大石一夫                                           | 山田隆博                                           | -                                                  |
| 4  | 1990 | ボスコ                                             | 今中大介                                           | 大野直志                                           | 安藤康洋                                           |
| 5  | 1991 | ボスコ                                             | 今中大介                                           | 大野直志                                           | イアン・チィバース                                 |
| 6  | 1992 | アイルランド                                       | スティーブン・スプラット                           | スティーブン・スプラット                           | -                                                  |
| 7  | 1993 | シマノ                                             | 今中大介                                           | 安藤康洋                                           | ヘンリー・コナー                                   |
| 8  | 1994 | 日本鋪道                                           | 大野直志                                           | 大野直志                                           | 江原政光                                           |
| 9  | 1995 | 日本鋪道                                           | アンドレア・グィドッティ                           | 湯学忠                                             | ローラン・ミュラー                                 |
| 10 | 1996 | カナダ                                             | エリック・ウォルバーグ                             | ルイス・デコーニング                               | ウォーリー・ブィアステーデ                         |
| 11 | 1997 | アコムラバネロ                                     | ミケーレ・コレオーニ                               | チェスラウ・ルカツウィックス                       | ゴードン・マッコーリー                             |
| 12 | 1998 | 日本鋪道                                           | 行成秀人                                           | 水谷壮宏                                           | 住田修                                             |
| 13 | 1999 | アイルランド                                       | 橋川健                                             | チャールズ・ディオンヌ                             | 鈴木真理                                           |
| 14 | 2000 | ブリヂストン・アンカー                             | エリック・ウォルバーグ                             | マーク・スキャンロン                               | 新保光起                                           |
| 15 | 2001 | アイルランド                                       | デヴィッド・マッキャン                             | デヴィッド・マッキャン                             | ポール・グリフィン                                 |
| 16 | 2002 | 日本鋪道                                           | シモーネ・モーリ                                   | 岡崎和也                                           | 狩野智也                                           |
| 17 | 2003 | 日本鋪道                                           | 廣瀬敏                                             | クラウディオ・ビッツォフェラート                   | 福島晋一                                           |
| 18 | 2004 | チームNIPPO                                        | ワン・カンポ                                       | 朴晟伯                                             | ワン・カンポ                                       |
| 19 | 2005 | チームNIPPO                                        | エディー・ラッティ                                 | マリウス・ヴィズィアック                           | エディー・ラッティ                                 |
| 20 | 2006 | スキル・シマノ                                     | 西谷泰治                                           | マリウス・ヴィズィアック                           | 土井雪広                                           |
| 21 | 2007 | オーストラリア                                     | ヘンリ・ヴェルネル                                 | ヘンリ・ヴェルネル                                 | 土井雪広                                           |
| 22 | 2008 | ヴァン・ヴリエ                                     | 宮澤崇史                                           | 宮澤崇史                                           | ジュースト・ヴァンレイジェン                       |
| 23 | 2009 | シマノレーシング                                   | 宮澤崇史                                           | 宮澤崇史                                           | 清水都貴                                           |
| 24 | 2010 | チームブリヂストンアンカー                         | 清水都貴                                           | パク・スンベク                                     | ジャン・キュング                                   |
| 25 | 2011 | ダンジェロ&アンテヌッチィ-NIPPO                    | ミゲール・アンジェロ・ルビアーノチャヴェス         | マキシミリアーノ・リケーゼ                         | ミゲール・アンジェロ・ルビアーノチャヴェス         |
| 26 | 2012 | 宇都宮ブリッツェン                                 | マキシミリアーノ・リケーゼ                         | マキシミリアーノ・リケーゼ                         | ニック・ハミルトン                                 |
| 27 | 2013 | チームNIPPO-デローザ                               | トマ・ルバ                                         | トマ・レバ                                         | 阿部嵩之                                           |
| 28 | 2014 | ヴィーニ ファンティーニ NIPPO                      | ジョシュア・プリート                               | 窪木一茂                                           | アレッサン・マラグーティ                           |
| 29 | 2015 | NIPPO-ヴィーニファンティーニ                       | スタキオティ・リカルド                             | コッリ・ダニエレ                                   | デリアック・ロイック                               |
| 30 | 2016 | ブリヂストンアンカーサイクリングチーム             | 増田成幸                                           | デネグリ・ピエールパオロ                           | 増田成幸                                           |
| 31 | 2017 | NIPPO-ヴィーニファンティーニ                       | ガルシア・マルコス                                 | 岡本隼                                             | 冨尾大地                                           |
| 32 | 2018 | 未開催                                             | 未開催                                             | 未開催                                             | 未開催                                             |
| 33 | 2019 | NIPPO・ヴィーニファンティーニ・ファイザネ          | フィリッポ・ザッカンティ                           | ファンホセ・ロバト                                 | ジョアン・ボウ                                     |
| 34 | 2020 | 新型コロナウイルス感染症拡大により未開催           | 新型コロナウイルス感染症拡大により未開催           | 新型コロナウイルス感染症拡大により未開催           | 新型コロナウイルス感染症拡大により未開催           |
| 35 | 2021 | 新型コロナウイルス感染症拡大により未開催           | 新型コロナウイルス感染症拡大により未開催           | 新型コロナウイルス感染症拡大により未開催           | 新型コロナウイルス感染症拡大により未開催           |
| 36 | 2022 | キナンレーシングチーム                             | 門田祐輔                                           | 今村駿介                                           | 留目夕陽                                           |
| 37 | 2023 | 初日の事故（#2023年の事故）により大会中止          | 初日の事故（#2023年の事故）により大会中止          | 初日の事故（#2023年の事故）により大会中止          | 初日の事故（#2023年の事故）により大会中止          |
| 38 | 2024 | 2023年の事故の対策ができず、開催を見送られた。     | 2023年の事故の対策ができず、開催を見送られた。     | 2023年の事故の対策ができず、開催を見送られた。     | 2023年の事故の対策ができず、開催を見送られた。     |
| 39 | 2025 | 2023年の事故の対策ができず、再び開催を見送られた。 | 2023年の事故の対策ができず、再び開催を見送られた。 | 2023年の事故の対策ができず、再び開催を見送られた。 | 2023年の事故の対策ができず、再び開催を見送られた。 |

## テレビ放送・配信
大きなイベントということで、道内民放テレビ局が後援者となり番組内でレース情報について取り上げられることがある。また1、2時間のダイジェスト番組も制作されることがあり、通常10月（J SPORTS：11月）に放送される。2009年からはBS朝日で放送されている。
2007年までは北海道文化放送、2008年からは北海道テレビ放送が担当している。
2013年より公式YouTubeチャンネルを開設。ただし、ライブ配信については電波の問題のためスタート、フィニッシュ及び表彰式のみ行われ、レース当日にダイジェストとして配信される。

## 関連イベント
大会開催期間中の3日間にわたりツール・ド・北海道 市民レースも開催される。2007年度は市民レースがステージレース化された。

## 問題点
ロードレースの場合、左側車線の通行しか認められていない。これは「迂回路が少なく、コースの交通規制を長時間行えない」「警察からの道路使用許可が片側しか得られない」という2つの理由からである。2023年現在、交通規制対象区間については、左側車線を警察が、右側車線を主催者（実際には規制業務を委託された警備会社）がそれぞれ規制する形となっている。
1997年の大会ではこのことが問題となった。この大会の第3ステージ(9月17日開催)は当初豊富町から留萌市までのコースで予定していた。しかし、横風により右側車線にはみ出す選手が続出したために急遽中止になった。この大会では選手86人に罰金50スイスフランと20秒の罰則時間が科された。

### 2023年の事故
2023年の大会では、初日、北海道道291号吹上上富良野線内を交通規制を掛けながら実施されたが、対向車線にはみ出した選手が規制前に進入していた乗用車と正面衝突する事故が発生。選手は病院に運ばれたものの翌日に死亡した。この事故を受けて大会全日程が中止となった。更に24年の開催も見送り。
事故現場を含むコースは、自転車の走行車線を北海道警察（道警）が公式に規制、一般車両（事故当該車両）が走行していた反対車線は大会側による警備と規制が行われていた。
事故後、道警は、逮捕案件ではないため報道発表は行わないという立場であったことから、北海道放送（HBC）は独自に取材を進め、証拠となる映像を入手、同年10月6日、検証結果を発表した。この映像は当該車両とは別の車の車載カメラによるもので、検証の結果、
- 一般車両に対し、詳しい説明や通行止めが行われておらず、そのまま規制区間に入れたこと
- その後も競技の先導車やマーシャルなどによるわかりやすい通行止めの指示がなかったこと
- 走行中の一般車両に規制を知らせる目立つ看板や標識がなかったこと
- 規制を担当した民間警備会社の警備員が規制区間に入った後の一般車両に対して何の行動も起こしていなかったこと
- 中央線を越えて走行する選手がいたこと

など、複数の問題が明らかとなり、協会側のずさんな運営が浮き彫りとなった。

## 各年度のコース
前述のように、道北、道南、道東の順でローテーションで開催され、最終日は札幌で終える形式を採用することが多い。初期は札幌が終点にならないケースも見られた。1996年から2012年までは最終日にモエレ沼公園をゴールとする、または公園内を周回するコース設定がほぼ定着していたが、2013年以降は再び札幌を終点としないケースが多くなっている。
| 回 | 開催期間                | ステージ数 | 総距離    | 地域      | 終点                   | 特記事項                                     |
| -- | ----------------------- | ---------- | --------- | --------- | ---------------------- | -------------------------------------------- |
| 17 | 2003年9月10日 - 9月15日 | 6          | 767.25 km | 道北      | モエレ沼公園           |                                              |
| 18 | 2004年9月15日 - 9月20日 | 6          | 765.6 km  | 道南      | 上磯町運動公園付近     |                                              |
| 19 | 2005年9月14日 - 9月19日 | 6          | 792.55 km | 道東      | モエレ沼公園           |                                              |
| 20 | 2006年9月13日 - 9月18日 | 6          | 736.5 km  | 道北      | 大通公園               |                                              |
| 21 | 2007年9月13日 - 9月17日 | 6          | 676.8 km  | 道南      | モエレ沼公園           |                                              |
| 22 | 2008年9月11日 - 9月15日 | 6          | 726.1 km  | 道東      | モエレ沼公園           |                                              |
| 23 | 2009年9月9日 - 9月13日  | 6          | 704.6 km  | 道北      | モエレ沼公園           |                                              |
| 24 | 2010年9月16日 - 9月20日 | 5          | 636.35 km | 道南      | モエレ沼公園           |                                              |
| 25 | 2011年9月16日 - 9月19日 | 4          | 598.75 km | 道東      | モエレ沼公園           |                                              |
| 26 | 2012年9月15日 - 9月17日 | 3          | 516 km    | 道北      | モエレ沼公園           |                                              |
| 27 | 2013年9月14日 - 9月16日 | 3          | 428 km    | 道南      | 望洋サッカー場前       |                                              |
| 28 | 2014年9月13日 - 9月15日 | 3          | 543 km    | 道東      | 希望が丘運動公園前     |                                              |
| 29 | 2015年9月11日 - 9月13日 | 3          | 550 km    | 道北      | モエレ沼公園           |                                              |
| 30 | 2016年9月1日 - 9月3日   | 4          | 511 km    | 道南      | 真駒内公園             |                                              |
| 31 | 2017年9月8日 - 9月10日  | 3          | 424 km    | 道南      | 函館山山頂             |                                              |
| 32 | 2018年9月7日 - 9月9日   | 3          | 536 km    | 道東      | とうまスポーツランド   | 9月6日に発生した北海道胆振東部地震により中止 |
| 33 | 2019年9月6日 - 9月8日   | 3          | 541 km    | 道東      | とうまスポーツランド   |                                              |
| 34 | 2020年                  | −          | −         | −         | −                      | 新型コロナウイルス感染拡大により中止         |
| 35 | 2021年9月24日 - 9月26日 | 3          | 171 km    | 道央      | 中央1丁目5先市道       | 新型コロナウイルス感染拡大により中止         |
| 36 | 2022年9月9日 - 9月11日  | 3          | 171 km    | 道央      | 緑ヶ丘公園             |                                              |
| 37 | 2023年9月8日 - 9月10日  | 3          | 532 km    | 道北/道東 | 当麻町スポーツセンター | 初日の交通事故のため全日程中止               |

### 1987年
10月7日から11日まで開催。札幌市を起点とし、支笏湖畔、ニセコ、洞爺湖畔などを経由するコース。

### 1988年
6月29日から7月3日まで開催。道東を走るコース。

### 1989年
10月3日から8日まで開催。道北を走るコース。

### 1990年
10月8日から13日まで開催。道南を走るコース。

### 1991年
9月30日から10月6日まで開催。道央を走るコース。

### 1992年
10月12日から17日まで開催。道東を走るコース。

### 1993年
10月2日から8日まで開催。道北を走るコース。

### 1994年
9月11日から16日まで開催。道南を走るコース。

### 1995年
9月11日から17日まで開催。道央を走るコース。4地区のローテーションで開催された最後の大会。

### 1996年
9月30日から10月6日まで開催。この年から最終日は札幌で競技を行うようになった。日程は以下の通り。
- プロローグ
9月30日午前10時より実施。釧路大規模運動公園内の1.5kmのコースで、個人タイムトライアルを行った。
- 第1ステージ
10月1日午前10時より実施。釧路市のパシフィックホテル前から納沙布岬を経由して、根室市の明治公園まで移動するコース。全長170km。
- 第2ステージ
10月2日午前10時より実施。根室市より別海町、標茶町、弟子屈町、野上峠、小清水町を経由して網走市まで移動するコース。全長160km。
- 第3ステージ
10月3日午前10時より実施。北見市から道道北見津別線、津別町、道道津別陸別線、陸別町、足寄町、本別町、士幌町、音更町を経由して帯広市中央公園まで移動するコース。全長170km。
- 第4ステージ
10月4日午前10時より実施。日高町から占冠村、穂別町、夕張市、栗山町、栗沢町、長沼町、南幌町、北広島市を経由して江別市まで移動するコース。全長140km。
- 第5ステージ
10月5日午後1時30分より実施。円山公園付近の3kmのコースを20周するクリテリウム。
- 第6ステージ
10月6日午前9時40分より実施。石狩湾新港周辺の5kmのコースを20周するクリテリウム。

### 1997年
9月14日から20日まで開催。以下のような日程をたどった。
- プロローグ
9月14日午後2時30分より実施。旭川市の金星橋左岸広場を発着点とする、往復2kmのコースでタイムトライアル。
- 第1ステージ
9月15日午前9時30分より実施。旭川市役所から国道40号、比布町、愛別町、於鬼頭峠、朝日町、上紋峠、滝上町を経て、紋別市オホーツク流氷センターまで至るコース。全長130km。
- 第2ステージ
9月16日午前9時より実施。雄武町民センターから国道238号、道道豊富猿払線を経由し稚内ドームまで移動するコース。全長180km。
- 第3ステージ
9月17日午前9時10分より実施。当初、豊富町屋内多目的運動場から道道稚内天塩線、国道232号を経由して留萌市高砂公園まで向かっていた。しかし、横風の影響もあり初山別村付近で大会を中止した。
- 第4ステージ
9月18日午前9時より実施。滝川市の北電公園周辺の3kmコースで個人タイムトライアル。
- 第5ステージ
9月18日午後1時30分より実施。個人タイムトライアルで使用した北電公園周辺のコースを20周した。
- 第6ステージ
9月19日午前9時30分より実施。富良野市役所から十勝岳を経由して、東神楽町の義経公園まで移動するコース。
- 第7ステージ
9月20日午後1時より実施。真駒内屋外競技場を発着点とし真駒内公園内の4kmのコースを25周した。

### 1998年
9月15日から21日まで開催。道南をメインとしたコース。

### 1999年
9月15日から20日まで開催。道東をメインとしたコース。

### 2000年
9月14日から20日まで開催。以下のような日程をたどった。
- 開会式
9月14日実施。
- 第1ステージ
9月15日実施。愛別町の農村環境改善センターから朝日町新奥士別、滝上町、西興部村、下川町、朝日町登和里を経由して、士別市のつくも水郷公園まで走るコース。全長171km。
- 第2ステージ
9月16日実施。名寄市の名寄市役所から幌加内町、士別市、剣淵町、和寒町、鷹栖町、旭川市、深川市多度志、秩父別町を経由し、深川市総合運動公園まで走るコース。全長176km。
- 第3ステージ
9月17日実施。滝川市の北電公園周辺の3kmコースで個人タイムトライアル。
- 第4ステージ
第3ステージに引き続いて実施。北電公園周辺の3kmコースを20周するクリテリウム。
- 第5ステージ
9月18日実施。旭川市の大雪アリーナから東神楽町中心市街地、東川町、東神楽町志比内、美瑛町朗根内、旭川市就実地区、美瑛町、十勝岳温泉などを経由して、中富良野町役場へと至るコース。全長146km。
- 第6ステージ
9月19日実施。富良野市役所から静内町文化センターまで移動するコース。全長194km
- 第7ステージ
9月20日実施。モエレ沼公園内の3kmコースを20周した。

### 2001年
9月12日から18日まで開催。道南をメインとしたコース。

### 2002年
9月11日から16日まで開催。道東をメインとしたコース。

### 2003年
9月10日から15日にかけて開催。以下のような日程をたどった
- プロローグ
9月10日実施。花咲大橋下流の河川敷特設コースで、往復2.3kmのタイムトライアルを行った。
- 第1ステージ
9月11日実施。旭川市の総合体育館を起点とし、名寄市の浅江島公園を終点とするコース。和寒町、幌加内町、士別市などを経由し、その際道道和寒鷹栖線や和寒幌加内線などを通過した。全長181km。同ステージの最大の山場は道道下川愛別線の糸魚トンネル。なお、このステージに際して沿線にある北海道教育大学附属旭川中学校の生徒と教職員が、1時限目の授業を返上して応援を行っている。
- 第2ステージ
9月12日実施。美深町の美深町民体育館から稚内市の北防波堤ドームまでの181kmのコース。中頓別町の中頓別駐車場近辺の11kmのコースは麓から頂上までの標高差が400mもある大会最大の難所となった。
- 第3ステージ
9月13日実施。豊富町役場から留萌市高砂公園までの172kmのコース。国道232号、羽幌炭鉱を経由した。
- 第4ステージ
9月14日実施。滝川市の滝川市役所から、当別町、石狩市、厚田村などを経由してモエレ沼公園まで移動するコース。全長170km。
- 第5ステージ
9月15日実施。モエレ沼公園内部に設けられた2.65kmのコースを23周するコース。

### 2004年
9月15日から20日まで開催。以下のような日程をたどった。
- プロローグ
9月15日午後1時より実施。モエレ沼公園内に設けられた2.6kmのコース(反時計回り)でタイムトライアルを行った。
- 第1ステージ
9月16日午前9時より実施。札幌市大通西6丁目から小樽市、朝里峠、中山峠、北湯沢を経由して、だて歴史の杜まで移動した。全長185km。
- 第2ステージ
9月17日午前9時より実施。虻田町の洞爺湖文化センター前から洞爺村、留寿都村、真狩村、喜茂別町、京極町、倶知安町、ニセコ町、共和町、蘭越町、寿都町、黒松内町を経由し、長万部駅前まで移動した。全長174km。
- 第3ステージ
9月18日午前9時より実施。八雲町の函館開発建設部八雲道路総合事務所から今金町、厚沢部町、大野町を経由して上磯町運動公園まで移動した。全長187km。
- 第4ステージ
9月19日午前9時より実施。七飯町役場前から駒ケ岳山麓を経由し、函館市役所まで移動した。全長157km。
- 第5ステージ
9月20日午後1時30分より実施。上磯町運動公園付近の町道を使った4kmの特設コースを15周したクリテリウム。なお、このステージはトップから周回遅れになった時点で失格(ドロップアウト)になる形式をとっていた。

### 2005年
9月14日から19日まで開催。以下のような日程をたどった。
- プロローグ
14日実施。個人タイムトライアル。帯広市の十勝川河川敷(十勝大橋周辺)に設定された4.6kmの周回コースを1分ごとに1人ずつスタートしてタイムを競った。
- 第1ステージ
15日実施。帯広市の中央公園から白樺峠(標高912m)、幌鹿峠(標高1081m)を経由して阿寒町の阿寒湖畔スキー場まで移動するコース。全長177km。
- 第2ステージ
16日実施。弟子屈町役場から双岳台を経由して本別町総合運動公園まで移動するコース。全長177km。
- 第3ステージ
17日実施。池田町の田園ホールから静内町の経済活性センターまで移動するコース。全長188km。なお、このステージで、道内最長のトンネルである野塚トンネルを通過した（野塚トンネルが大会で使用されたのはこれが初めて）。画像
- 第4ステージ
18日実施。門別町総合町民センターから穂別町を経由して、江別市の道立野幌総合運動公園まで移動するコース。全長185km。
- 第5ステージ
19日実施。モエレ沼公園内の2.65kmの周回コースを23周するクリテリウム。

### 2006年
9月13日から18日まで開催。道北をメインとしたコース。

### 2007年
9月13日から17日まで開催。以下のような日程をたどった。
- 第1ステージ
9月13日実施。小樽市総合博物館前からトーマル峠を経由して岩内町運動公園を終点とするコース。全長105km。
- 第2ステージ
9月13日実施。岩内町運動公園内の1.3kmのコースで行われた、個人タイムトライアル。
- 第3ステージ
9月14日実施。共和町役場前から新見峠を経由して今金町総合体育館移動するコース。前述の新見峠は大会最大の山場となった。全長174km。
- 第4ステージ
9月15日実施。長万部町役場前からウィンザーホテル洞爺前を経由してだて歴史の杜まで移動するコース。全長164km。
- 第5ステージ
9月16日実施。室蘭市の入江運動公園前からオロフレ峠を経由し札幌市の真駒内セキスイハイムスタジアムまで移動するコース。全長172km。
- 第6ステージ
9月17日実施。モエレ沼公園内の2.75kmのコースを22周した。

### 2008年
9月11日から15日まで開催。以下のような日程をたどった。
- 第1ステージ
- 9月11日実施。帯広市の中央公園から十勝大橋を経由したパレードの後、阿寒湖畔を経由し、標茶町の多和平展望台まで移動した。全長215kmで大会史上最長のコース。
- 第2ステージ
9月12日実施。釧路市大規模運動公園から池田町田園ホール前まで移動するコース。全長153km。
- 第3ステージ
9月13日実施。帯広市の十勝川河川敷で行われた個人タイムトライアル。全長1.6 km。
- 第4ステージ
第3ステージに引き続いて実施された。帯広市の銀輪橋からアルファリゾート・トマムまで移動するコース。全長116km。
- 第5ステージ
9月14日実施。アルファリゾート・トマムから江別市の野幌総合運動公園まで移動するコース。全長180km。
- 第6ステージ
9月15日実施。モエレ沼公園内の2.75kmのコースを22周した。

### 2009年
9月9日から13日まで開催。以下のような日程をたどった
- 第1ステージ
9月9日午前9時より実施。石狩川河川敷の1.1kmコースで個人タイムトライアルを行った。
- 第2ステージ
9月9日午後1時より実施。金星橋から道道旭川幌加内線、剣淵町、士別峠を経由して、士別市のふどう公園まで移動した。全長97km。
- 第3ステージ
9月10日午前9時30分より実施。名寄市役所から名母トンネル、美深峠、美深高校前、音威子府村役場前、咲花トンネル、道道119号・256号交点、天塩町役場前、道道106号・444号交点を経由して、豊富町スポーツセンターまで移動するコース。全長183km。
- 第4ステージ
9月11日午前9時30分より実施。豊富町役場前から下川町にぎわいの広場まで移動するコース。全長182km。
- 第5ステージ
9月12日午前9時より実施。旭川市の大雪アリーナからいわみざわ公園まで移動した。全長181km。
- 第6ステージ
9月13日午前9時より実施。札幌市モエレ沼公園内2.75kmのコースを22周した。

道北をメインとしたコース。

### 2010年
9月16日から20日まで開催。以下のような日程をたどった。
- プロローグ
9月16日午後2時30分から実施。函館市の市営函館競輪場を会場に、バンクを2周する800mのタイムトライアル。国内開催のステージレースで競輪場が使われるのはこれが初めて。
- 第1ステージ
9月17日午前9時30分から午後3時12分にかけて実施。北斗市の総合体育館前から渡島中山峠・国道229号を経由して寿都町の風太公園まで移動した。全長218kmで本大会最長。
- 第2ステージ
9月18日午前9時30分から午後2時38分にかけて実施。倶知安町のグラン・ヒラフ前から共和町・蘭越町・ニセコ町・蘭越町・豊浦町・洞爺湖町・真狩村・留寿都村・真狩村・ニセコ町を経由し、起点に戻るコース。全長186km。
- 第3ステージ
9月19日午前9時30分から午後1時45分にかけて実施。室蘭市の入江運動公園から、オロフレ峠・伊達市大滝地区・美笛峠・北海道道117号恵庭岳公園線を経由し、恵庭市の陸上自衛隊南恵庭駐屯地へと至るコース。全長169km。
- 第4ステージ
9月20日午前9時から10時40分にかけて実施。モエレ沼公園内の1周4.17kmコースを15周した。

### 2011年
9月16日から19日まで開催。
- 第1ステージ
帯広市の中央公園から標茶町の多和平展望台までの198km。
- 第2ステージ
弟子屈町の川湯園地から鹿追町経済観光交流館前までの210km。
- 第3ステージ
占冠村の占冠中学校前から江別市の野幌総合運動公園までの188km。
- 第4ステージ
モエレ沼公園での2.75kmタイムトライアル。

### 2012年
9月15日から17日まで開催。
- 第1ステージ
旭川市の春光台公園から当麻町役場までの159km。
- 第2ステージ
当麻町役場から美瑛町の丸山公園までの159km。
- 第3ステージ
丸山公園からモエレ沼公園までの198km。